# Lydia Cornell
Lydia Cornell (ur. 23 lipca 1962 w El Paso) – amerykańska aktorka filmowa, teatralna i telewizyjna.

## Życiorys
Urodziła się jako Lydia Korniloff w El Paso w stanie Teksas. Była najstarszą córką skrzypaczki koncertowej Irmy Jean Stowe, prawnuczki Harriet Beecher Stowe, i Gregory’ego Jacoba Korniloffa, absolwenta Konserwatorium Muzyki i Sztuki w Los Angeles, który był później asystentem koncertmistrza El Paso Symphony Orchestra. Jej młodszy brat, Paul Korniloff, był pianistą, a siostra, Kathryn Korniloff, współzałożycielką zespołu Two Nice Girls i kompozytorką od 1995. 
W marcu 1963, w wieku dziewięciu lat, jako uczennica czwartej klasy w Mesita Elementary School, została wybrana  „Małą Miss Cotton” El Paso. W 1966 wraz z rodziną przeprowadziła się do Scarsdale, gdzie uczęszczała do Scarsdale Junior High School i w 1971 ukończyła Scarsdale High School. Studiowała biznes, dramat, język angielski, rosyjski, hiszpański i antropologię na Uniwersytecie Kolorado w Boulder. Latem między drugim a drugim rokiem studiów pracowała w studiu nagraniowym Caribou Ranch w Nederland w Kolorado, gdzie poznała takich artystów jak Billy Joel, Dennis Wilson, Carole King, Joni Mitchell czy David Cassidy.
W 1978 przeniosła się do Los Angeles, aby rozpocząć karierę aktorską. Uczęszczała do Los Angeles Conservatory of Music and Arts. Pracowała przez trzy miesiące w studiu nagraniowym. Po raz pierwszy wystąpiła jako Lydia Korniloff w roli dziewczynki w samochodzie w filmie sensacyjno-przygodowym Stal (Steel, 1979) z udziałem Lee Majorsa i Jennifer O’Neill. Za rolę Sarah Rush w serialu ABC Zbyt blisko dla wygody (Too Close for Comfort, 1980–1986) zdobyła nagrodę People’s Choice Award. 
Gościła na małym ekranie w serialach, w tym Aniołki Charliego (1979), Statek miłości (The Love Boat, 1980-1986), Nieustraszony (1984) z Davidem Hasselhoffem, Diukowie Hazzardu (1984), Drużyna A (1986), Pełna chata (1989), Zagubiony w czasie (1989) i Pohamuj entuzjazm (2005). 
Grała na scenie w przedstawieniach: Sen nocy letniej na festiwalu szekspirowskim w Kolorado, Otello, Jak wam się podoba, Wróg ludu (An Enemy of the People) Henrika Ibsena, Myszy i ludzie, Mewa, Wujaszek Wania, Przystanek autobusowy, Motyle są wolne, Noc 16 stycznia i Los árboles mueren de pie w języku hiszpańskim. 